# Ahrensburg
Ahrensburg är en stad i sydöstra Schleswig-Holstein i Tyskland, strax nordöst om Hamburg. Folkmängden uppgår till cirka 35 000 invånare. Staden har gett namn åt den förhistoriska Ahrensburgkulturen.
Ahrensburgs slott räknas idag till en av Schleswig-Holsteins främsta renässansbyggnader och sevärdheter. Slottet är öppet för allmänheten och härbärgerar ett museum. Till slottet hör även en engelsk park, ett kapell, en vattenkvarn och tidigare ekonomibyggnader med stall.

## Vänorter
Ahrensburg har fyra vänorter:
- Esplugues de Llobegrat i Spanien
- Ludwigslust, i Tyskland
- Viljandi i Estland
- Feldkirchen in Kärnten, i Österrike